# Zelandoperla tillyardi
Zelandoperla tillyardi is een steenvlieg uit de familie Gripopterygidae. De wetenschappelijke naam van de soort is voor het eerst geldig gepubliceerd in 1999 door McLellan.